# Donnington Castle
Donnington Castle ist eine Burgruine in der Nähe von Newbury in  der Grafschaft Berkshire in England.

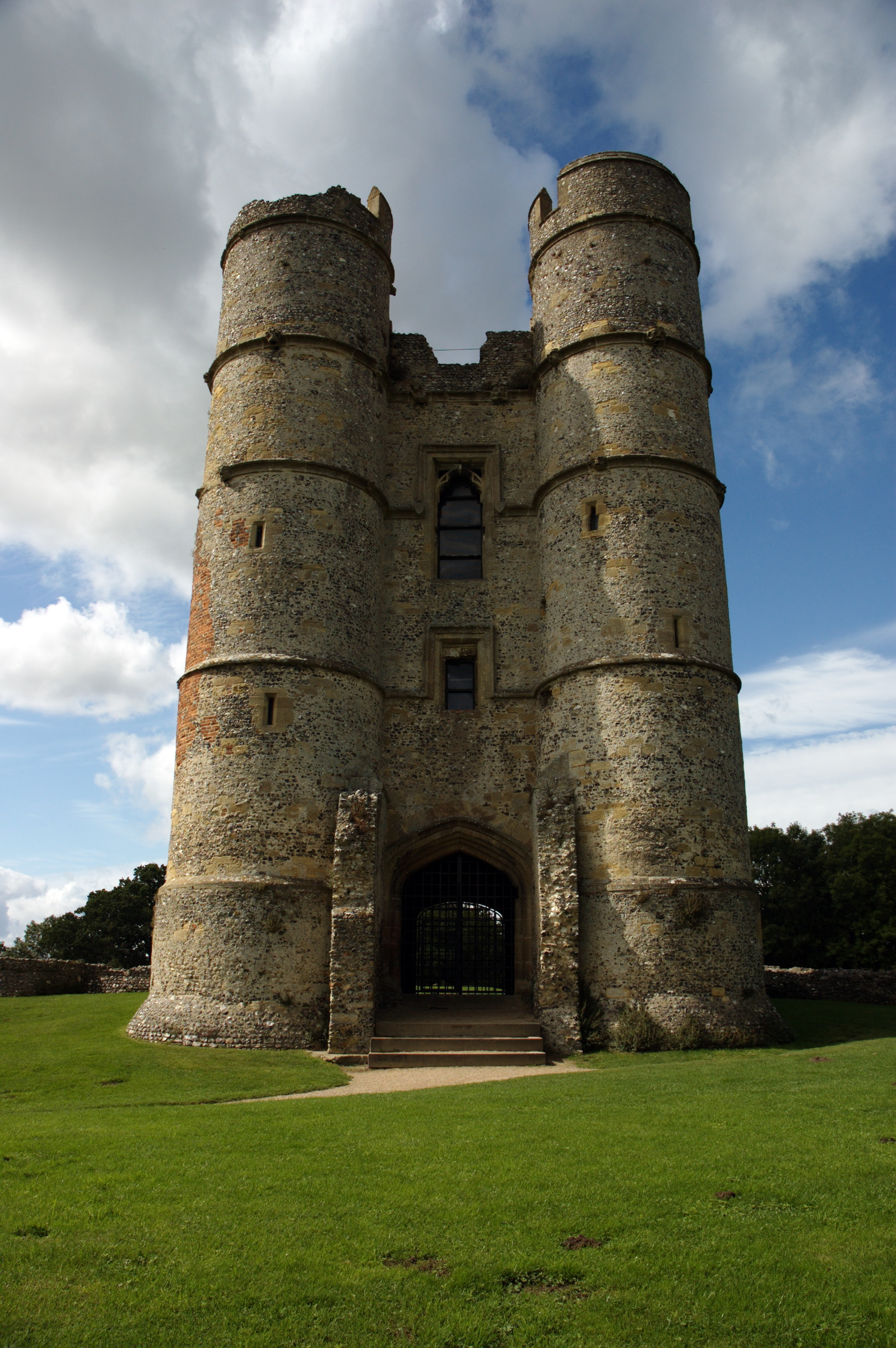
Das Torhaus

Von der einstigen Burg aus dem 14. Jahrhundert steht nur noch das auffällige Torhaus mit seinen beiden Türmen, ursprünglich mit einem Fallgatter gebaut. Umgeben ist die Burgruine von beeindruckenden Erdarbeiten. Die Überreste stehen auf einem Hügel, der 100 Meter höher als das umgebende Land ist. Ein Pfad von 30 bis 40 % Steigung führt zur Burg hinauf. Das Innere des Torhauses ist verschlossen und für Besucher nicht zugänglich.
König Richard II. gestattete Richard de Abberbury 1386 eine neue Befestigung aus Stein, eine zuverlässige Burg mit Zinnen, in seinem eigenen Land Donnington zu bauen. Schon vor dieser Zeit muss sich an dieser Stelle ein geschlossener Hof, eventuell eine Holzburg, befunden haben. Sie stand damals an einer strategisch wichtigen Position an der Kreuzung der wichtigen Nord/Süd- und Ost/West-Straßen im Land.
Während des Englischen Bürgerkriegs war die Anlage im Besitz von Anhängern König Karls I. In dieser Zeit wurden die sternförmigen Erdarbeiten um die Burg als zusätzliche Verteidigungsmaßnahme angelegt. Sie wurde 1644 von den Parlamentariern 20 Monate lange belagert und während dieser Zeit weitestgehend zerstört. Was außer dem Torhaus noch übrig blieb, wurde nach der ehrenvollen Kapitulation der Burginsassen von den Parlamentariern abgerissen.
Heute wird die Ruine von der English Heritage erhalten.